# Jochen Striebeck
Jochen Striebeck (* 7. Mai 1942 in Schneidemühl) ist ein deutscher Schauspieler und Synchronsprecher.

## Leben
Der Sohn der Schauspieler Karl Striebeck und Mathilde Zedler, zugleich Bruder von Peter Striebeck, absolvierte nach der Oberschule die Schauspielschule an der Hochschule für Musik und darstellende Kunst in Hamburg. 1961 kam er als Eleve an das Thalia Theater zu Intendant Willy Maertens, 1962 gab er sein Debüt am Theater der Stadt Heidelberg. Es folgten Gastspiele am Stadttheater Basel, an den Bühnen der Stadt Bonn (jeweils 1962) und Engagements in Heidelberg (1962/63) und am Staatstheater Wiesbaden (1963 bis 1966).
1966 bis 1973 war er am Bayerischen Staatsschauspiel in München engagiert und seit 1973 gehört er zum Ensemble der Münchner Kammerspiele. 1997 bis 1999 war er Künstlerischer Leiter der Burgfestspiele Jagsthausen.
Neben der Bühnentätigkeit wirkte er in zahlreichen Film-, Fernseh-, Synchronisations- und Rundfunkproduktionen mit. 1998 sprach er in der Neusynchronisation 'König Triton' in Arielle, die Meerjungfrau, sowie die Rolle des 'Papa Schlumpf' in der Fernsehserie Die Schlümpfe, in der ZDF-Synchronisation.
Er war die Synchronstimme von Donald Sutherland und Philippe Noiret. Außerdem synchronisierte er 1980 den Fuchs Smirre in Die wunderbare Reise des kleinen Nils Holgersson mit den Wildgänsen und 2006 in dem Film Cars den Sheriff. Daneben lieh er dem Charakter Ok-Koto in Hayao Miyazakis Anime-Film Prinzessin Mononoke seine Stimme. Auch war er die Stimme von Brian Dennehy. 
In Gran Torino übernimmt Striebeck erstmals die Synchronisation von Clint Eastwood. Diese Neubesetzung war nötig, da Joachim Höppner, selbst Nachfolger von Eastwoods langjähriger Standardstimme, Klaus Kindler, 2006 überraschend einem Herzinfarkt erlag. Ebenfalls von Joachim Höppner übernahm er die Hörbuch-Lesungen der Commissario-Brunetti-Romane von Donna Leon.
Er hat zwei Kinder.

## Filmografie
- 1972: Die Promotionsfeier
- 1975: Revolte im Erziehungshaus
- 1977: Notwehr
- 1982: St. Pauli-Landungsbrücken (Fernsehserie, eine Folge)
- 1983: Heller Wahn
- 1985: Die Krimistunde (Fernsehserie, Folge 13, Episode: „Nachtwache“)
- 1985: Die Krimistunde (Fernsehserie, Folge 15, Episode: „Kleines Memento“)
- 1985: Nachtgelächter
- 1986: Tatort – Schwarzes Wochenende
- 1987: Die Krimistunde (Fernsehserie, Folge 26, Episode: „Lebe wohl, schöne Welt“)
- 1988: Die Beute
- 1996: Irren ist männlich
- 2001: Dich schickt der Himmel
- 2004: Inga Lindström: Begegnung am Meer
- 2004: Die schöne Braut in Schwarz
- 2004: Der Bulle von Tölz: Süße Versuchung
- 2006: Polizeiruf 110 – Er sollte tot
- 2007: Gegenüber
- 2008: Kommissar Süden und das Geheimnis der Königin
- 2010: Der Mauerschütze

## Hörspiele (Auswahl)
- 1964: Hans Daiber: Das Kummerbuch. Funkerzählung (Fred, Junger Deutscher) – Regie: Joachim Hoene (Original-Hörspiel – SDR)
- 1965: Kay Hoff: Konzert an vier Telefonen (Jüngling) – Regie: Horst Loebe (Hörspiel – SR/RB)
- 1988: Botho Strauß: Bagatellen – Regie: Dieter Dorn (Hörspiel – WDR)
- 1998: Michael Koser: Der letzte Detektiv: Drachentöter – Regie: Werner Klein (Hörspiel – BR)
- 2003: Der Schatzplanet (Das Original-Hörspiel zum Film), Kiddinx Verlag
- 2006: Arielle, die Meerjungfrau 2 – Sehnsucht nach dem Meer – Das Original – Hörspiel zum Film, Kiddinx Verlag
- 2014: Der Hund der Baskervilles (nach Arthur Conan Doyle) – Bearbeitung und Regie: Bastian Pastewka (WDR)

## Hörbücher (Auswahl)
Commissario-Brunetti-Hörbücher von Donna Leon
- 2007: Wie durch ein dunkles Glas
- 2008: Lasset die Kinder zu mir kommen
- 2009: Das Mädchen seiner Träume
- 2010: Schöner Schein
- 2011: Auf Treu und Glauben
- 2012: Reiches Erbe
- 2013: Tierische Profite, Diogenes Verlag
- 2012: Brüder Grimm: Die schönsten Märchen (unter anderem mit Stefan Wilkening und Anna Thalbach), der Hörverlag, ISBN 978-3-86717-896-9

## Synchronrollen (Auswahl)
Brian Dennehy
- 1984: als Frizzoli in Der Chaos-Express
- 1991: als Gen. Leslie Groves in Die Bombe
- 1992: als Sergeant Jack Reed in Blut auf seidener Haut
- 1994: als Sam in Herz im Zwiespalt
- 1995: als Big Dave McDermott in Der wunderliche Mr. Cox
- 1996: als Jack Reed in Jack Reed: Gnadenlose Jagd
- 1996: als Joshua C. Holroyd in Nostromo – Der Schatz in den Bergen (Fernsehserie)
- 1997: als Jack Reed in Jack Reed: Vertrauter Killer
- 1997: als Eddie Brannigan in Angeklagt: Ein Vater unter Verdacht
- 1998: als Der Präsident in Die Schreckensfahrt der Orion Star
- 1999: als Jack Reed in Jack Reed: Der Schlächter

Donald Sutherland
- 1985: als Bruder Thadeus in Die Himmelsstürmer
- 2006: als Hellfrick in Ask the Dust
- 2008: als Carl Wilk in American Gun
- 2008–2009: als Patrick „Tripp“ Darling III. in Dirty Sexy Money (Fernsehserie)
- 2011: als Onkel Aquila in Der Adler der neunten Legion
- 2011: als Harry McKenna in The Mechanic
- 2013: als Billy Whistler in The Best Offer – Das höchste Gebot
- 2013–2015: als Michel Dorn in Crossing Lines (Fernsehserie)

Michael Gambon
- 1989: als Albert Spica in Der Koch, der Dieb, seine Frau und ihr Liebhaber
- 2004: als Editor Paley in Sky Captain and the World of Tomorrow
- 2017: als Lord Lionel Ismay in Der Stern von Indien
- 2017: als Arthur in Kingsman: The Golden Circle

Clint Eastwood
- 2008: als Walt Kowalski in Gran Torino
- 2012: als Gus Lobel in Back in the Game
- 2018: als Earl Stone in The Mule
- 2021: als Mike Milo in Cry Macho

Donald Pleasence
- 1987: als Prosper Gaffney in Kreis der Angst
- 1988: als Dr. Sam Loomis in Halloween IV – Michael Myers kehrt zurück
- 1989: als Dr. Sam Loomis in Halloween V – Die Rache des Michael Myers

David Bradley
- 2011–2017: als Lord Walder Frey in Game of Thrones (Fernsehserie)
- 2019: als Gillenormand in Les Misérables
- 2021: als Gareth Fizel in Jolt

Michel Aumont
- 1979: als Louis in Die Damen von der Küste
- 1996: als Baron de Breteuil in Beaumarchais – Der Unverschämte

### Filme
- 1989: F. Murray Abraham als Der Namenlose in Die Verlobten
- 1994: Brian Cox als Angus McTeague in Iron Will – Der Wille zum Sieg
- 1998: Kenneth Mars als König Triton in Arielle, die Meerjungfrau
- 2002: Julian Glover als Aragog in Harry Potter und die Kammer des Schreckens
- 2012: Albert Finney als Kincaid in James Bond 007: Skyfall
- 2014: Nick Nolte als Samyaza in Noah

### Serien
- 1977: Robert Hamilton als Victor Dean in Lord Peter Wimsey – Mord braucht Reklame
- 1977: David Hargreaves als George Goyles in Lord Peter Wimsey – Diskrete Zeugen
- 1984–1985: John Abineri als Herne, der Jäger in Robin Hood
- 1984–1985: Paul Freeman als Gustav Riebmann in Falcon Crest
- 1987: Eddie Constantine als Alois, der Wassermann in Frankensteins Tante
- 2018–2023: James Cromwell als Ewan Roy in Succession